# Catoclastus chevrolati
Catoclastus chevrolati is een keversoort uit de familie bladsprietkevers (Scarabaeidae). De wetenschappelijke naam van de soort is voor het eerst geldig gepubliceerd in 1851 door Solier in Gay.